# ماتيا ساركيتش
ماتيا ساركيتش (بالمونتنغرية: Матија Шаркић، بالحروف اللاتينية: Matija Šarkic؛ 23 يوليو 1997 - 15 يونيو 2024) هو لاعب كرة قدم سابق كان يلعب حارس مرمى مع نادي وولفرهامبتون واندررز في الدوري الإنجليزي الممتاز، ومنتخب الجبل الأسود.

## نشأته
ولد في 23 يوليو 1997 في غريمسبي، إنجلترا

## وفاته
في 15 يونيو 2024 انهار ساركيتش في شقة في بودفا؛ على الرغم من أن أصدقائه اتصلوا بسيارة إسعاف، وكذلك الشرطة، تم إعلان وفاته في النهاية حوالي الساعة 6:30 صباحًا بالتوقيت المحلي، عن عمر يناهز السادسة والعشرين.

## روابط خارجية
- ماتيا ساركيتش على موقع الاتحاد الدولي (مؤرشف)  (الإنجليزية)
- ماتيا ساركيتش على موقع الاتحاد الأوربي (الإنجليزية)
- ماتيا ساركيتش على موقع إي إس بي إن إف سي (الإنجليزية)
- ماتيا ساركيتش على موقع قاعدة بيانات كرة القدم.إي يو (الإنجليزية)
- ماتيا ساركيتش على موقع ناشيونال فوتبول تيمز (الإنجليزية)
- ماتيا ساركيتش على موقع Soccerbase.com (لاعب) (الإنجليزية)
- ماتيا ساركيتش على موقع Soccerway.com (الإنجليزية)
- ماتيا ساركيتش على موقع عالم كرة القدم.نت (الإنجليزية)
- ماتيا ساركيتش على موقع AS.com (الإسبانية)
- ماتيا ساركيتش على موقع GSA (الإنجليزية)